# Izvoru Crișului
Izvoru Crișului (in ungherese Körösfő, in tedesco Krieschwej) è un comune della Romania di 1 628 abitanti, ubicato nel distretto di Cluj, nella regione storica della Transilvania. Il comune è molto pulito e la gente lavora, il che ci indica che la maggioranza degli abitanti è ungherese.
Il comune è formato dall'unione di 4 villaggi: Izvoru Crișului, Nadășu, Nearșova, Șaula.
I monumenti più importanti del comune sono:
- Il Tempio calvinista, costruito alla fine del XVII secolo
- La chiesa lignea di Nadășu, dedicata ai SS. Michele e Gabriele (Sfinții Mihail și Gavriil), costruita tra il 1720 e il 1730.

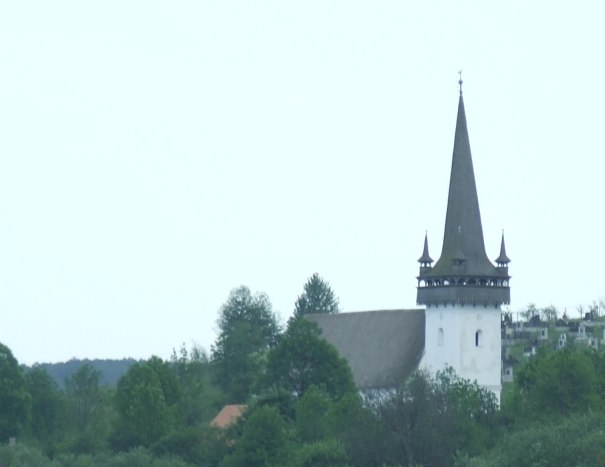
Il Tempio calvinista